# Ilimanaq
Ilimanaq (dánsky Claushavn) je osada v kraji Avannaata v Grónsku. Nachází se na západním pobřeží zálivu Disko, u ústí fjordu Ilulissat Kangerlua. V roce 2017 tu žilo 56 obyvatel.
Ilimanaq byl založen v roce 1741 jako Claushavn, podle svého zakladatele, nizozemského velrybáře Klacse Pieterze Torpa. Byl založen v roce 1741- ve stejném roce, kdy byl založen Ilulissat. Další osada založená nizozemskými velrybáři je Oqaatsut (dříve Rodebay), nacházející se severně od města, který byl založen v roce 1877 a je to druhá nejmenší osada v Grónsku (žije tu pouze 27 obyvatel). Moderní název Ilimanaq znamená "místo předpokladů".

## Počet obyvatel
Počet obyvatel Ilimanaqu byl v posledních dvou desetiletích stabilní, v roce 2012 však prudce klesl z 81 obyvatel na 61, od té doby je poměrně stabilní.